# Сабирабад
Сабирабад (на азербайджански: Sabirabad) е град в Азербайджан, административен център на Сабирабадски район. През 1935 г. районът получава статут на подчинен град. Разположен е на десния бряг на река Кура. Градът е преименуван в чест на поета Мирза Алекпер Сабир.

## Обща история
На територията на съвременния Сабирабад в края на 19 века е построено селото Петропавловка, където през 1887 г. се преселват украинци. В началото на 20 век селото се развива и на 8 август 1930 г. Петропавловка става районен център. На 2 октомври 1931 г. Петропавловка е преименувана на Сабирабад, в чест на поета Мирза Алекпер Сабир. На 4 декември 1959 г. селото получава статут на град. През 1989 г. грядът има няселение от 18 612 жители.